# بسام أبو زيد
بسام أبو زيد (28 فبراير 1967 - ) هو إعلامي لبناني.

## حياته ومشواره المهني
ولد في بيروت، بدأ يتخصّص في مجال المختبر ثمّ انتقل إلى التّاريخ ليستقرّ نهائيًا في الصّحافة التي بدأ بمزاولتها عبر إذاعة لبنان الحرّ قبل أن ينتقل في نهايه الثمانينات إلى المؤسسة اللبنانية للإرسال LBC، حيث عمل كمراسل تلفزيوني ومقدم لنشرات الأخبار.
عام 2012 بدأ بتقديم البرنامج الصباحي السياسي نهاركم سعيد. ينتمي إلى تيار 14 آذار.
عام 2014 عُين رئيسا لنادي الصحافة اللبنانية.
في 8 أكتوبر 2015 تعرض للإصابة عند تغطية أحداث الثورة في لبنان عندما رمى أحد المتظاهرين من الحراك المدني حجرا على زجاج إحدى السيارات.
في سبتمبر 2020 أعلن إنتقاله إلى قناة العربية, بعد 31 عاماً قضاها في المؤسسة اللبنانية للإرسال.
في 7 من يناير 2021, قدم استقاله من قناة الحدث ليعود مجددا إلى شاشة ال بي سي.

## حياته الأسرية
تزوج من المستشارة الإعلامية السياسية كريستيان جميل عام 1998 رزق منها بأربعة أولاد: نيكولا، جويا-ماريا، ماتيو ويوان